# ¡El pueblo quiere saber de qué se trata!

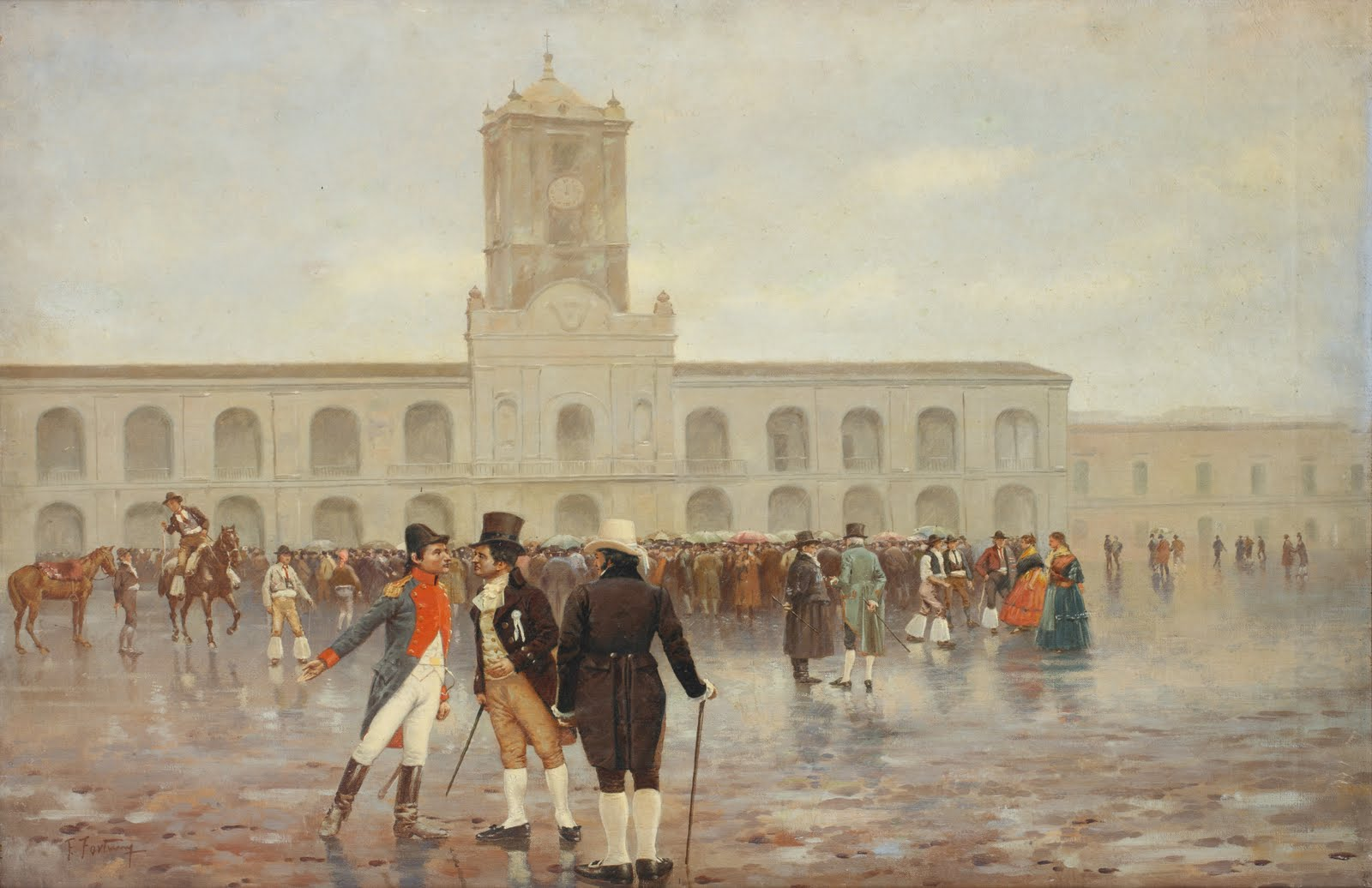
La Revolución de Mayo por Francisco Fortuny.

"¡El pueblo quiere saber!" es una frase anónima que surgió durante una manifestación en la Revolución de Mayo en la actual Nación Argentina, y que en adelante se utiliza en forma icónica para representar los contextos en que la población reclama transparencia a los actos de gobierno.
La manifestación mencionada tuvo lugar el 25 de mayo de 1810. Se reclamaba la anulación de la formación de una junta de gobierno presidida por el entonces virrey Baltasar Hidalgo de Cisneros, que había dispuesto el Cabildo el día anterior, contrariando los resultados del Cabildo Abierto del 22 de mayo. Dicha manifestación era fogoneada por Domingo French y Antonio Beruti.